# Gleink (Herrschaft)
Die Herrschaft Gleink war eine Grundherrschaft im Traunkreis im Erzherzogtum Österreich ob der Enns, dem heutigen Niederösterreich.

## Ausdehnung
Die Herrschaft umfasste zuletzt die Ortsobrigkeit über Grub, Monscheinberg, Brunnbof, Hundsdorf, Reiterdorf, Haidershofen, Mosing, Buching, Raitenbach, Sammendorf, Vestenthall, Holzerhäuser, Waidhäuser, Linzerödt, Tröstlberg, Dirnberg, Leiten, Kellerberg, Stampf, Haglieg und Würzberg. Der Sitz der Verwaltung befand sich in Gleink. 

## Geschichte
Letzter Inhaber der Religionsfondsherrschaft war Gregor Thomas Ziegler in seiner Funktion als Bischof von Linz. Im Zuge der Reformen 1848/1849 wurde die Herrschaft aufgelöst.